# Nadja Michael
Nadja Michael (Wurzen, 1969) è un soprano tedesca con una carriera internazionale attiva in ruoli di soprano. La prozia di sua madre era il soprano Erna Sack.

## Primi anni e formazione
Nacque vicino a Lipsia a Wurzen, allora nella Repubblica Democratica Tedesca. Crescendo, le piaceva cantare canzoni popolari tedesche con la sua famiglia mentre sua madre suonava il pianoforte. Sua nonna e suo padre sono stati entrambi in prigione per motivi politici. Alla fine scappò in Germania Ovest dove studiò musica a Stoccarda. Successivamente, ha frequentato la Jacobs School of Music (Indiana University) negli Stati Uniti.

## Carriera operistica
Iniziò la sua carriera come un mezzosoprano ma divenne un soprano nell'aprile 2005. La Michael è apparsa a La Scala (Salomè, 2007), Royal Opera House, Covent Garden (Salome, 2008), Vienna State Opera (Fidelio), Arena di Verona, Glyndebourne, Salisburgo, Monaco (Macbeth e Medea in Corinto), Bruxelles (Médée, 2008), Chicago (Macbeth, 2010), Berlino (Wozzeck, diretta da Daniel Barenboim, 2011) e alla San Francisco Opera (Salome, 2009 e L'affare Makropulos, 2016).
Nel 2012 la Michael fece il suo esordio al Metropolitan Opera, come Lady Macbeth, cantando assieme a Thomas Hampson e Dimitri Pittas. Nel 2015 ritornò nella compagnia come Judith ne Il castello di Barbablù di Béla Bartók.

## Vita privata
Risiede a Berlino e ha fondato un ente di beneficenza, Stimme fur die Menschlichkeit (La voce per l'Umanità).
Dalla sua relazione con il direttore d'orchestra e compositore Gustav Kuhn sono nate due figlie.

## Videografia
- Bizet: Carmen (Teatro di San Carlo, Napoli; Amsellem, Larin, G. Baker; Oren, Corsicato, 2001) [live] Planeta de Agostini
- Verdi: Don Carlo [come Principessa Eboli] (Vienna State Opera, Vienna; Tamar, Vargas, Skovhus, Miles; de Billy, Konwitschny, 2003) [live] TDK
- Puccini: Tosca (Bregenzer Festspiele; Todorovich, Saks; Schirmer, Breisach, 2007) [live] Naxos Records
- Strauss: Salome (La Scala; Vermillion, Bronder, Struckmann; Harding, Bondy, 2007) [live] TDK
- Strauss: Salome (Royal Opera House; T.Moser, Volle; P.Jordan, McVicar, 2008) [live] Opus Arte
- Mayr: Medea in Corinto (Opera di Stato della Baviera; Vargas, Miles; Bolton, Neuenfels, 2010) [live] Arthaus
- Cherubini: Médée (La Monnaie, Bruxelles; van Kerckhove, Stotijn, Streit, Le Texier; Rousset, Warlikowski, 2011) Bel Air Classiques